# Charreau
La Charreau,  Charrau ou Charraud est une rivière du sud-ouest de la France et un affluent gauche de la Charente. Elle arrose le département de la Charente au sud de l'agglomération d'Angoulême.

## Géographie
Elle prend sa source au sud d'Angoulême, et suit un cours parallèle à l'Anguienne et aux Eaux Claires. Elle a aussi creusé une vallée, la vallée de la Charreau. Elle rejoint la Charente sur sa rive gauche, en aval d'Angoulême à Saint-Michel-d'Entraygues, juste après les Eaux Claires.
Sa longueur de son cours d'eau est de 17,4 km.

## Communes et cantons traversés
La Charreau traverse, d'amont en aval, les communes de Torsac, Vœuil-et-Giget, Mouthiers-sur-Boëme, La Couronne et Saint-Michel.
Soit en termes de cantons, la Charreau traverse les Canton de Blanzac-Porcheresse, Canton de La Couronne et Canton de Villebois-Lavalette.

## Affluents
La Charreau a deux affluents et un bras:
- le ruisseau de la Fontaine de Quatre Francs[3] de 2,1 km de long et traversant les deux communes de Mouthiers-sur-Boëme et Vœuil-et-Giget dans les canton de Blanzac-Porcheresse et canton de La Couronne.

- bras de 0,7 km[4] sur les communes de La Couronne, Mouthiers-sur-Boëme et Vœuil-et-Giget,

- elle reçoit le ruisseau de la Fontaine du Roc d'une longueur de 1,3 km sur la commune de Mouthiers-sur-Boëme[5].

## Aménagements
La Charreau a trois stations qualité des eaux de surface, deux à Torsac, une à Saint-Michel.

## Protection
Sa vallée, comme celle des Eaux Claires et de l'Anguienne, est classée Natura 2000.

## Photos

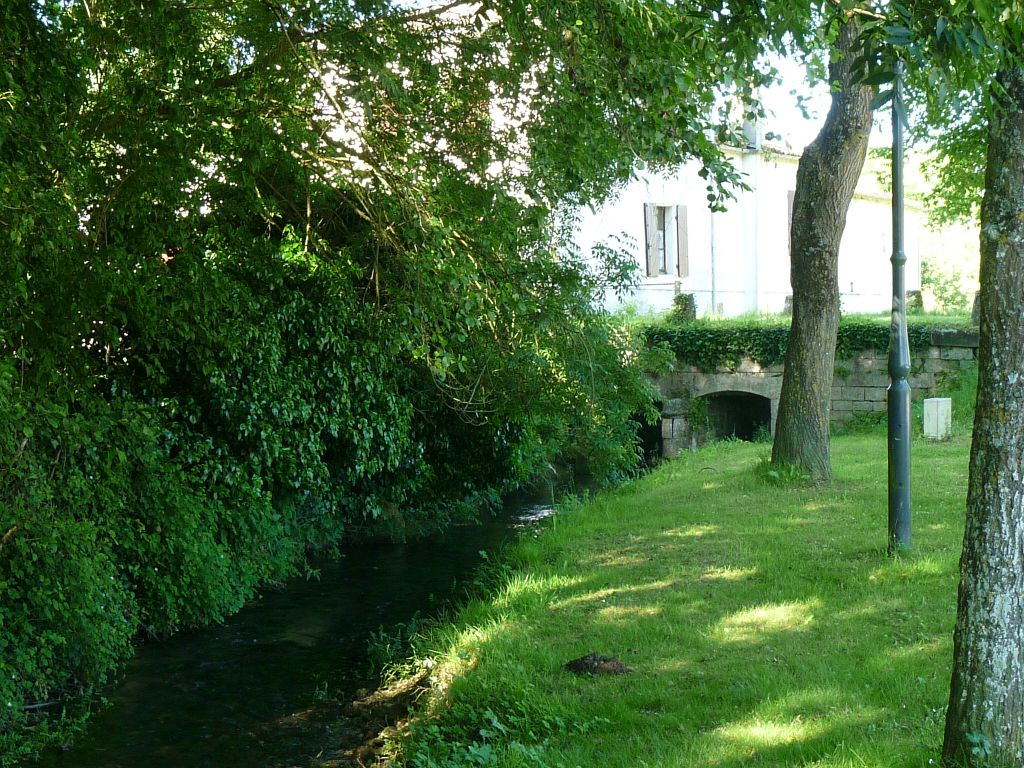
Torsac
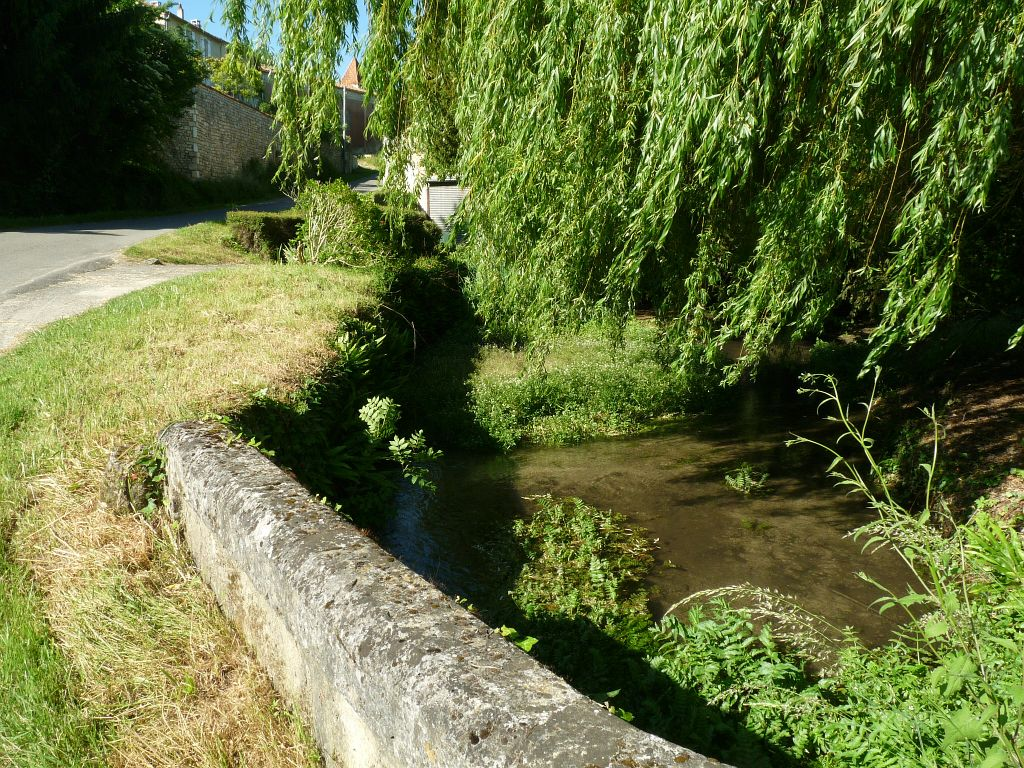
À l'Andole (Torsac)
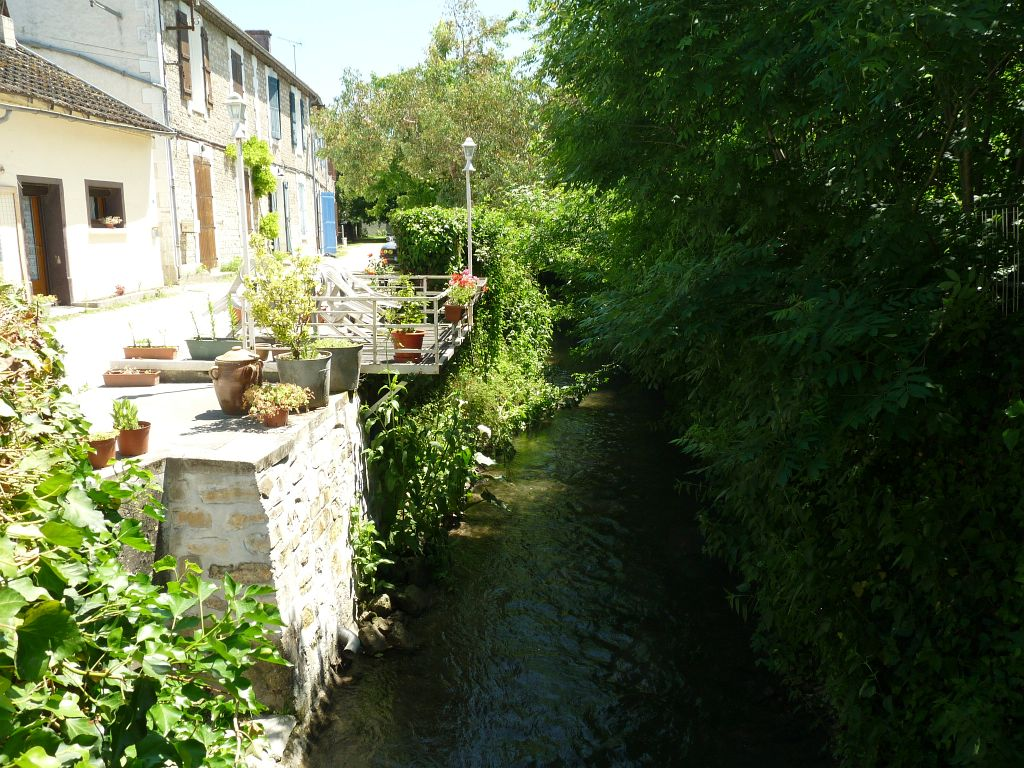
Traversée de Breuty (La Couronne)
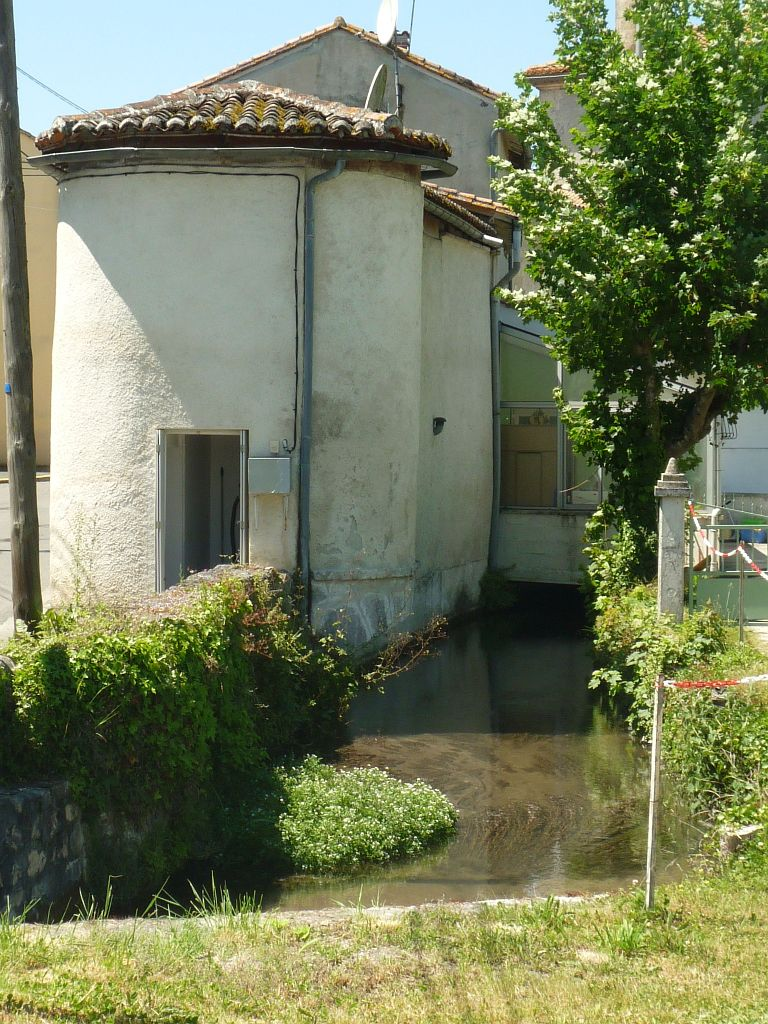
Traversée de Breuty (La Couronne)